# طواف إسبانيا 1979
طواف إسبانيا 1979 هو سباق دراجات هوائية أقيم في إسبانيا بتاريخ 24 أبريل – 13 مايو، تكون السباق من 19 مرحلة وامتدّ لمسافة 3,373 كم، استغرق السباق 94 ساعة 57 دقيقة 03 ثانية. فاز به الهولندي يوب زوتميلك.

## الترتيب
| م                     | الدرّاج      | البلد  | الزمن                     |
| --------------------- | ----------- | ------ | ------------------------- |
| الفائز بالترتيب العام | يوب زوتميلك | هولندا | 94 ساعة 57 دقيقة 03 ثانية |